# Astraptes
Astraptes es un género de lepidópteros ditrisios de la subfamilia Eudaminae  dentro de la familia Hesperiidae.

## Especies
- Astraptes alardus
- Astraptes alector
- Astraptes anaphus
- Astraptes chiriquensis
- Astraptes egregius
- Astraptes fulgerator